# 莱曼α团块

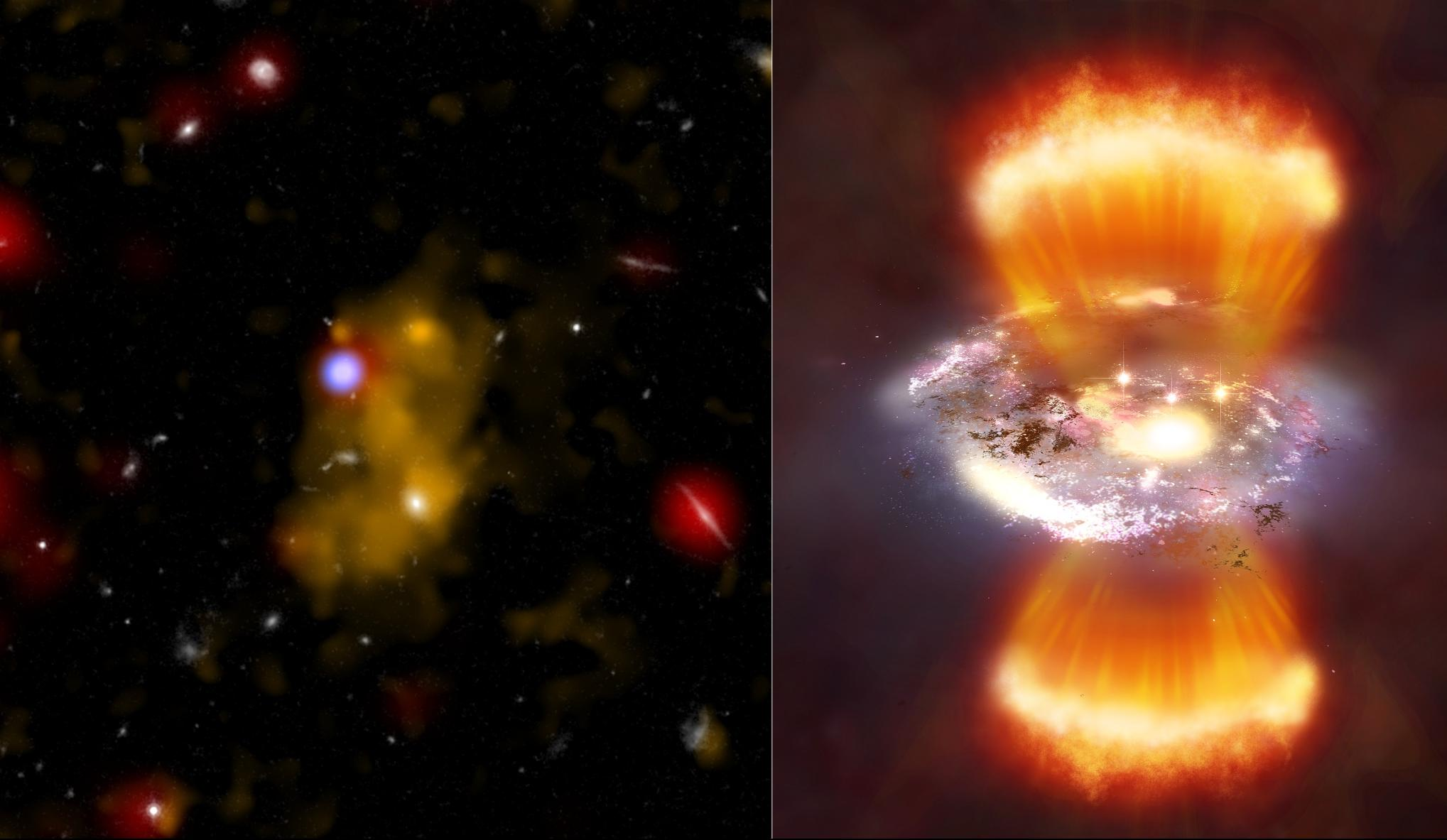
一個萊曼α团块(左)和藝術家想像在近距離觀看可能看見的景象(右)。

萊曼α团块（英語：Lyman-alpha blob, LAB）是天文學上一種釋放出萊曼α線的巨大濃密氣團。萊曼α团块是宇宙中最大的天體之一，有些這樣的氣體結構在太空中延伸了400,000光年。因為自然的萊曼α發射線是紫外線，而且地球大氣層可非常有效率過濾紫外線，萊曼α線的光子必須位於高紅移的宇宙，被紅移過才能通過大氣層而被被觀測。
大部分的萊曼α团块都是在2000年被Steidel等人發現的，松田有一等人使用日本國家天文台的昴星團望遠鏡長期搜尋萊曼α团块，並且在Steidel等人原來的場所發現超過30個新的萊曼α团块。雖然它們都比原先發現的小，但這些萊曼α团块形成的結構都超過2億光年。萊曼α团块有許多未解之謎，像是萊曼α团块是否可追溯在高紅移宇宙中星系的高密度來源（如同高紅移電波星系－它們也有擴展開的萊曼α暈）一，或是其產生萊曼α發射線的機制，或是萊曼α团块是如何聯結到周圍的星系。萊曼α团块可能有有價值的線索，可讓科學家確定星系是如何形成的。
許多大質量的萊曼α团块被Steidel等人 (2000)、Francis等人 (2001)、 松田等人 (2004)、 Dey等人 (2005)、 Nilsson等人 (2006)和Smith 與Jarvis等人 (2007)發現。

## 例子
- 卑彌呼 (天體)

## 註解
1. 1 2 3  Steidel et al. 2000, Astrophysical J., 532, 170–182.
2. ↑  .   [2010-09-01]. （原始内容存档于2016-03-06）.
3. ↑  .   [2010-09-01]. （原始内容存档于2016-06-04）.
4. ↑  Francis et al., 2001, ApJ, 554, 1001.
5. ↑  Matsuda et al., 2004, AJ, 128, 569.
6. ↑  Dey et al., 2005, ApJ, 629, 654.
7. ↑  Nilsson et al., 2006, A&A, 452, 23.
8. ↑  Smith et al., 2007, MNRAS, 378, 49.